# پرونای هالدر
پرونای هالدر (انگلیسی: Pronay Halder؛ زادهٔ ۲۵ فوریهٔ ۱۹۹۳) بازیکن فوتبال اهل هند است.
از باشگاه‌هایی که در آن بازی کرده‌است می‌توان به باشگاه ورزشی موهان باگان و باشگاه فوتبال دمپو اشاره کرد.
وی همچنین در تیم‌های ملی فوتبال India U19 و India U23 و هند بازی کرده‌است.